# Nimbus harpagonis
Nimbus harpagonis är en skalbaggsart som beskrevs av Edmund Reitter 1890. Nimbus harpagonis ingår i släktet Nimbus och familjen Aphodiidae. Inga underarter finns listade i Catalogue of Life.